# هيلين وليامز (موظفة مدنية)
هيلين وليامز (بالإنجليزية: Helen Williams)‏ هي موظفة مدنية بريطانية، ولدت في 30 يونيو 1950.